# جون كيج (كاتب)
جون كيج (بالإنجليزية: John Gage)‏ هو كاتب بريطاني، ولد في 28 يونيو 1938 في منطقة بروملي في المملكة المتحدة، وتوفي في 10 فبراير 2012.